# العلاج بالملاريا

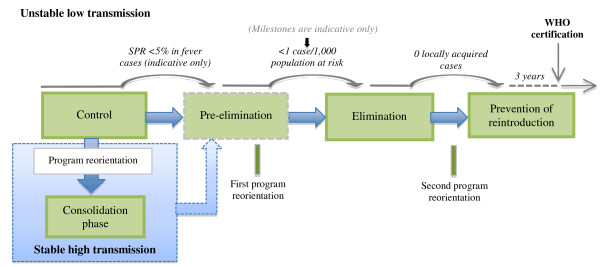
ملخصًا لمقال بعنوان "تاريخ أبحاث الملاريا ومساهمتها في نجاح مكافحة الملاريا في سورينام: مراجعة". يتناول المقال تاريخ أبحاث الملاريا في سورينام، مسلطًا الضوء على الجهود المبذولة للقضاء على المرض في المناطق الحضرية والريفية.

العلاج بالملاريا (أو التحصين عبر الملاريا) هو إجراء طبي قديم لعلاج الأمراض باستخدام الحقن الاصطناعي لطفيليات الملاريا. هو نوع من العلاج الحراري (أو الحمى الاصطناعية) الذي يُحفَّز من خلاله حمى مرتفعة لإيقاف أعراض أمراض معينة أو القضاء عليها. في العلاج بالملاريا، تُستخدم طفيليات الملاريا (البلازموديوم) خصيصًا للتسبب في الحمى، وارتفاع درجة حرارة الجسم يقلل من أعراض المرض أو يعالجه. عندما يُعالَج المرض الأساسي، تُعالَج الملاريا بعد ذلك باستخدام الأدوية المضادة للملاريا. طور الطبيب النمساوي يوليوس فاجنر-جوريج هذه الطريقة في عام 1917 لعلاج الزهري العصبي، وحصل على جائزة نوبل في الطب أو الفسيولوجيا عام 1927.

## خلفية
كانت الآثار المفيدة للعدوى في المشاكل العقلية معروفة في العالم القديم. سجل أبقراط في القرن الرابع قبل الميلاد حالات عدوى بكتيرية مثل الزحار أدت إلى تقليل أعراض الجنون. وأن الملاريا (حمى الربع) يمكن أن توقف النوبات الصرعية. وصف جالينوس في القرن الثاني الميلادي حالة مرض عقلي انتهت بعد الإصابة بالملاريا. يوجد سجلات طبية من القرن التاسع عشر تشير إلى أن الجنون يتوقف مؤقتًا أو دائمًا عندما يصاب الأفراد بعدوى شديدة.
كان الطبيب النفسي الروسي ألكسندر سامويلوفيتش روزنبلوم أول من استخدم العدوى تجريبيًا لعلاج الذهان. في عام 1876، حرّض الحمى لدى الأفراد المصابين بالذهان باستخدام الملاريا والتيفوئيد والحمى الراجعة. وادعى أنه شفى 50% من جميع الذين عالجهم. ومع ذلك، لم تكن أعماله معروفة على نطاق واسع، فقد نشر عمله عام 1877 في مجلة صغيرة في أوديسا، أوكرانيا، وكان مكتوبًا باللغة الروسية. وفضل عدم نشر النتائج التي توصل إليها. فقد اعتقد أنها تجربة خطيرة وربما مثيرة للجدل. ومع ذلك، نشره ج. موتشوكوفسكي في المجلة الطبية الألمانية «سنتربلات للعلوم الطبية» ولكن لم يكن سبب علاج الملاريا للذهان مفهومًا، وظلت تجربة روزنبلوم مجهولة لعدة عقود. لم يكرر روزنبلوم الدراسة أبدًا ولم يحاول تطوير طريقة محددة للعلاج الطبي. لم يُبحَث في أهمية الدراسة إلا في عام 1938 عندما ناقش الطبيب النمساوي يوليوس فاغنر-يوريج البحث في المؤتمر العصبي الدولي في لندن.

في عام 1943، حصل صامويل ج. زاكون، من كلية الطب بجامعة نورث وسترن في شيكاغو بالولايات المتحدة، على الورقة الأصلية لأبحاث روزنبلوم ونشر ترجمة إنجليزية مع تعليق في دورية الجمعية الطبية الأمريكية. وخلص التعليق إلى:
«كان روزنبليوم بالتأكيد أول من قدّر التأثير العلاجي للحمى نفسها على الذهان. لقد فهم وأبلغ عن قيمة الملاريا والتيفوئيد في علاج الأمراض العقلية. وكان أول من حصّن المرضى الذهانيين بالحمى. وعلى الرغم من أن روزنبليوم منسي عمليًا لأكثر من نصف قرن، لكن يجب الاعتراف به باعتباره الرائد الحقيقي في هذا المجال».

## إعادة الاكتشاف والتطبيق السريري
على الرغم من أن أولوية استخدام العلاج بالملاريا في اضطرابات الدماغ تعزى بشكل عام إلى روزنبلوم، لكن الفضل في تطوير علاج الملاريا كممارسة طبية قياسية وشرح المبدأ العلمي الأساسي يعود إلى الطبيب النمساوي يوليوس فاغنر-جوريج. حقق فاغنر-جوريج، الذي كان يعمل في أول عيادة للطب النفسي في مستشفى النمسا، في حالات اضطرابات الدماغ منذ عام 1883، ونشر أول بحث له عن الذهان في عام 1887 بعنوان «حول تأثير الأمراض الحموية على الذهان». وسرعان ما أدرك أن نوعًا حادًا من الذهان مرتبط بالزهري العصبي، وهو عدوى تصيب الجهاز العصبي المركزي بمرض الزهري (تسببها بكتيريا اكتشفت في عام 1905 وسميت الملتوية الشاحبة، والتي أعيد تسميتها لاحقًا باللولبية الشاحبة). كان مرض الزهري في ذلك الوقت مرضًا مميتًا يتميز بالأوهام والشلل والخرف. ويُعرف باسم «الجدري الكبير» و«مرض القرن». كان الزهري العصبي منتشرًا بشكل كبير في أوروبا خلال القرن التاسع عشر.
توصل فاجنر-جوريج إلى استنتاج مفاده أن الحمى يمكن أن تعالج الذهان بعد مراجعة تجاربه الخاصة والروايات التاريخية المبنية على ثلاث ظواهر: (أ) تزامن ظهور الحمى مع اختفاء أعراض الذهان في التاريخ الطبي، (ب) النتائج التي توصل إليها بأن الحمى هي السبب الوحيد المحتمل لعلاج الذهان، و (ج) على الرغم من عدم شفاء جميع الأفراد المصابين بالذهان، فإن عدد حالات الشفاء يزداد كلما انتشرت الملاريا. لقد وضع ثلاث مسلمات:
1. إن عامل العلاج، وهو الحمى، يعالج الاضطراب العقلي، ويستطيع في نفس الوقت تحفيز المرض لدى الأشخاص الأصحاء.
2. مرض الحمى يقوي (يجعل أكثر صحة) الأفراد الذين يعانون من اضطراب عقلي.
3. يعد ارتفاع درجة حرارة الجسم بسبب مرض الحمى أمرًا أساسيًا لقمع الأعراض الذهانية.